# 蓮台寺 (熊本市)
蓮台寺（れんだいじ）は、熊本県熊本市西区蓮台寺にある浄土宗西山禅林寺派の寺院。肥後国三十三ヶ所観音霊場第16番札所。「檜垣寺」の異名で知られる。

## 歴史
開基年代は不明。第65代花山天皇の頃（984～986年）、新古今和歌集や後撰和歌集等で知られる女流歌人・檜垣が、晩年、肥後国白川のほとりのこの地に草庵を結び、観音像を安置して信仰の日々を過ごしたのが寺歴の始めという。このことから寺は「檜垣寺」とも呼ばれ、寺には檜垣にまつわる「檜垣の塔」「檜垣媼像」などが伝わる。
檜垣については、この地で井戸の水を汲んで岩戸観音に日参したと言われ、また、三十六歌仙の一人で清少納言の父であった清原元輔が肥後国司であったとき、檜垣が元輔と交わした歌、「年ふれば　わが黒髪も　白川の　水は汲むまで　老いにけるかな」「白川の　底の水ひて　塵立たむ　時にぞ君を　思い忘れん」はこの地で詠んだとされる。
正保年間（1645～1648年）、顕空文海上人が総本山禅林寺から来て寺の再興に努め、寛文6年（1666年）、中興開山となる。寛文11年（1671年）には、熊本藩主・細川綱利より寺領及び恵心僧都の手になる阿弥陀仏等の寄進を受け、興隆した。
寛政年間、当時の住職であった明空上人が白川の氾濫による死者の供養のため、千日念仏行脚の上、境内に千体の地蔵を安置し、これにより「千体地蔵寺」とも呼ばれた。
また、熊本藩最初の富講（富籤）興行は、浪人・平塚藤右衛門の願いにより、元文2年（1737年）、この寺の境内で行われたという。

## その他
- 蓮台寺の旧境内、寺の西南の天満宮敷地に残る廃井は、檜垣が水を汲んだ井戸と伝えられる。
- 江戸期から明治22年（1889年）まで寺周辺の地域は「蓮台寺村」といい、昭和6年（1931年）までは白坪村「大字蓮台寺」、以後、熊本市「蓮台寺町」となり、現在も寺の名は熊本市西区「蓮台寺1～5丁目」として地名となっている。
- 寺の東南にある、白川に架かる橋の名は「蓮台寺橋」である。
- 坂口安吾のエッセイ「青春論」の中には、謡曲「檜垣」に触れた部分で、「なんでも檜垣寺というお寺があって」とこの寺への言及がある。

## 境内
- 山門
- 本堂
- 観音堂 - 檜垣媼座像、聖観音像、地蔵菩薩立像を安置する。
- 書院
- 庫裡
- 檜垣の塔 - 檜垣の墓石と伝える。この塔は室町時代にはすでに著名であったといい、天正15年（1587年）豊臣秀吉の九州征伐に従った細川忠興（三斎）も蓮台寺へ檜垣の塔を見に行っていた。塔は加藤氏統治時代に熊本城内に移置されたが、加藤忠広が改易され、小倉から細川忠利（忠興の子）が移封された後、熊本城内でこれを見た忠興が、檜垣は三代集の内にも隠れなき者で、塔は「国ノ古跡」であるから昔のところに戻すようにと忠利の御伽衆に伝えたことから、蓮台寺に戻されたという[2]。
- 千体地蔵

## 行事
- 9月24日　千体地蔵まつり

## 所在地
- 熊本県熊本市西区蓮台寺2-10-1

## 交通
- 九州産交バス蓮台寺バス停徒歩5分